# Tyson Gay
Tyson Gay, född 9 augusti 1982 i Lexington, Kentucky, är en amerikansk före detta sprinter. Gays personbästa på 100 meter är 9,69. Sammantaget är Gay snabbaste amerikan genom tiderna på 100 meter (före exempelvis Carl Lewis 9,86)

## Karriär

### Bästa tider
Vid de amerikanska mästerskapen 2007 slog han sitt personliga rekord på 200 meter med tiden 19,62, vilket förde upp honom på andra plats genom tiderna på distansen.
Vid de amerikanska mästerskapen 2008 sprang han 100 meter på 9,77 och slog därmed Maurice Greenes tidigare amerikanska rekord på 9,79. I finalen sprang han 100 meter på 9,68. Vinden var dock +4,1 meter/sekund, varför tiden inte kunde räknas som världsrekord.
Vid tävlingar i New York 2009 sprang Gay 200 meter på 19,58 vilket då gjorde honom till trea genom alla tider efter Usain Bolt och Michael Johnson.

### Mästerskap
Gay sprang sin första stora final i Helsingfors-VM 2005 där han blev fjärde man i mål (och fjärde amerikan) på 200 meter. Gay noterade 20,34 och fick se sig slagen av Justin Gatlin (20,04), Wallace Spearmon (20,20) och John Capel (20,31). Detta är det enda tillfälle i VM-historien som de fyra första på en distans kommit från samma land.
Den 26 augusti 2007 blev Gay världsmästare på 100 meter då han vann VM-finalen i Osaka på 9,85 före Bahamas Derrick Atkins (9,91) och Jamaicas Asafa Powell (9,96). Fyra dagar senare befäste Gay sin position som världens snabbaste man då han även vann finalen över 200 meter. Gays segertid 19,76 innebar nytt mästerskapsrekord, tre hundradelar bättre än landsmannen Michael Johnsons tolv år gamla rekord. Övriga medaljörer var Usain Bolt (19,91) och Spearmon (20,05).
Gay deltog vid Olympiska sommarspelen 2008 där han var en av favoriterna till guldet på 100 meter. Emellertid blev han utslagen redan i semifinalen då han slutade på en femte plats på tiden 10,05. Gay deltog även i det amerikanska stafettlaget på 4 x 100 meter som blev diskvalificerat redan i försöken.

### Övrigt
Gay har den före detta sprintern Jon Drummond som coach.
Gay åkte 2013 fast för dopning efter kontroll som skedde under maj månad.

## Personliga rekord
| Distans   | Tid   | Vind     | Stad, datum                 |
| --------- | ----- | -------- | --------------------------- |
| 100 meter | 9,69  | +2,0 m/s | Shanghai, 20 september 2009 |
| 200 meter | 19,58 | +1,3 m/s | New York, 30 maj 2009       |